# Casa das Crioulas
A Casa das Crioulas é um projeto idealizado e criado por Manoela Gonçalves, atualmente localizada no bairro do Butantã na cidade de São Paulo/SP, tem como objetivo proporcionar às mães autônomas um local seguro para trabalho, formação e acolhida. 

## História da Casa das Crioulas
A primeira Casa das Crioula foi criada em 2013 e ficava no bairro de Perus, periferia da zona noroeste de São Paulo. A Casa surgiu da necessidade e dificuldade de Manoela, mãe autônoma, em conciliar o emprego com a maternidade. Então, abriu mão do emprego fixo em assessoria de imprensa para criar a Casa das Crioulas e possibilitar para ela e outras mulheres um ambiente em que fosse possível ser mãe e profissional ao mesmo tempo. 
Lá em Perus havia a Loja Manacá, especializada em produtos orgânicos e esotéricos. Local que possibilitava uma grande rotatividade de mulheres do bairro, oportunidade para trocas e conversas que possibilitavam à Manoela escutar e se aprofundar nas mais diversas questões e problemáticas do dia a dia das mulheres. 
Em 2015 por necessidade de um espaço maior para abranger a demanda de mais mulheres, a Casa mudou-se para o bairro do Butantã na cidade de São Paulo. Na nova Casa foi preciso uma grande reforma capitaneada pelas ajudas colaborativas e por uma campanha de financiamento coletivo na plataforma Catarse. 
Hoje a Casa visa uma estrutura de associação para as mães autônomas e mulheres empreendedoras, da qual terá coworking, ateliê, programas de desenvolvimento profissional e técnico. Além do ideal de levar ações para a periferia da cidade. 

## A rede e a estruturação da Casa das Crioulas
Em 2016 a Casa das Crioulas criou uma campanha de crowdfunding com o objetivo de reestruturar o novo espaço no bairro do Butantã. Para promover as recompensas grande parte da campanha explorou o alcance da internet por meio das mídias sociais.  
O que podemos classificar como uma rede de relações e interações dentro das estruturas de comunicação via internet, da qual a fundadora Manoela Gonçalves, era o nó correspondente ao centro, assim como define Manuel Castells (2009) "Uma rede e um conjunto de nós interconectados. Os nós podem ter maior ou menor relevância para o conjunto da rede, de forma que os mais importantes são chamados de 'centro' em algumas versões da teoria de redes" (p. 45). 